# Oitavo Concílio de Toledo
O Oitavo Concílio de Toledo iniciou seus trabalhos em 16 de dezembro de 653 na igreja dos Santos Apóstolos em Toleto, a capital do Reino Visigótico (moderna Toledo, Espanha). Cinquenta e dois bispos compareceram pessoalmente, incluindo o já idoso Gavínio de Calahorra, que havia comparecido ao quarto concílio vinte anos antes, outros dez que enviaram representantes, dez abades além do arcipreste e primicério da catedral. Também, pela primeira vez, oficiais seculares - dezesseis condes palatinos, participaram da discussão, votaram e reafirmaram os atos do concílio.
Este foi o segundo dos concílios do rei Quindasvinto, ambos realizados em seu nome e no de seu filho e co-rei, Recesvinto.
O oitavo concílio foi único na escolha da pauta dos assuntos a serem discutidos pois o próprio Quindasvinto havia escrito um tomo aos bispos informando-lhes dos temas que ele desejava que fossem debatidos.